# خراجات الغدة التوتية
خراجات الغدة التوتية وتسمى أيضًا خراجات دوبوا (بالإنجليزية: Abscess of thymus)‏ هو أحد الأسباب العديدة المحتملة لتكيسات الحيز المنصفي يُمكن أن تظهر مع ألم في الصدر خلف عضمة القص.
يمكن أن يرتبط بمرض الزهري الخلقي. على الرغم من أن الغدة الزعترية/الغدة التوتية تصنف عادةً مع الجهاز المناعي، إلا أن أمراض الغدة التوتية تصنف ضمن اضطرابات الغدد الصماء في التصنيف الدولي للأمراض 9 وICD-10. 